# Историја периодног система
Периодни систем је распоред хемијских елемената који су у њему организовани на основу свог атомског броја, електронске конфигурације и понављајућих (периодичних) хемијских својстава. Елементи су поређани од мањег ка већем атомском броју. Стандардни формат система се састоји од мреже елемената, са редовима који се зову периоде и колонама које се зову групе.
Историја периодног система представља више од једног века развоја система у циљу бољег разумевања хемијских својстава. Најважнији догађај у његовој историји био је 1869. године, када га је објавио Дмитриј Мендељејев, који га је осмислио у складу са ранијим открићима научника као што је Антоан Лавоазје или Џон Њуландс али коме се једином свеједно најчешће приписује стварање темеља периодног система какав се данас познаје.